# Listă de plante cu efect asupra vezicii biliare

Aceasta este o listă de plante medicinale cu efect benefic asupra vezicii biliare.
- Anghinare, frunze
- Boldo, frunze[1]
- Coada șoricelului
- Fenicul, fructele
- Obligeană, rizomi[2][3]
- Rozmarin, frunzele
- Sunătoare
- Salvie
- Volbură

## Avertisment
Utilizarea necorespunzătoare a plantelor cu efect benefic asupra vezicii biliare se poate dovedi a fi nu numai nenefolositoare, dar și dăunătoare pentru organism. Aceste plante conțin nu doar substanțe nutritive și vitamine, ci și multe alte substanțe care, printr-o pregătire necorespunzătoare, se pot transforma în otravă.